# 简·斯特林
简·斯特林（英語：Jan Sterling，1921年4月3日—2004年3月26日），女，美国演员。曾获得金球奖最佳电影女配角。